# Função iterada
Em matemática, função iterada é uma função que é composta consigo mesma, em forma repetida, em um processo chamado iteração.
As funções iteradas são objeto de profundos estudos no campo dos fractais e sistemas dinâmicos.

## Definição
A definição formal de uma função iterada em um conjunto {\displaystyle X} é:
Seja {\displaystyle X} um conjunto e  {\displaystyle f:X\rightarrow X} 
uma função. Define-se o iterado {\displaystyle n}-ésimo 
{\displaystyle f^{n}} de {\displaystyle f} mediante {\displaystyle f^{0}=\operatorname {id} _{X}} 
onde {\displaystyle \operatorname {id} _{X}} é a função identidade em {\displaystyle X}, e {\displaystyle f^{n+1}=f\circ f^{n}}.
Na expressão prévia, {\displaystyle f\circ g} indica uma composição de funções; que tem o valor, {\displaystyle (f\circ g)(x)=f(g(x))}.

## Criação de sequências de iteração
A sequência de funções {\displaystyle f^{n}} é chamada uma sequência de Picard, em homenagem  a  Charles Émile Picard.  Dado um {\displaystyle x} em {\displaystyle X}, a sequência de valores {\displaystyle f^{n}(x)} é denominada a órbita de {\displaystyle x}.
Se {\displaystyle f^{n}(x)=f^{n+m}(x)} para algum número inteiro {\displaystyle m}, então a órbita denomina-se órbita periódica.  O menor número de {\displaystyle m} para um dado {\displaystyle x} é chamado o período da órbita. O ponto {\displaystyle x} é chamado um  ponto periódico.